# Линия Арчер-авеню
Линия Арчер-авеню — линия Нью-Йоркского метро, входящая в состав Дивизиона B. Линия проходит через Куинс и является продолжением линии Джамейка и линии Куинс-бульвара. Она полностью расположена в округе Джамейка в Куинсе и идёт в основном под Арчер-авеню. Задуманная как часть развития сети MTA ещё в 1968 году, она была открыта лишь 11 декабря 1988 года.
Эта линия построена двухуровневой. Верхний уровень обслуживается круглосуточно маршрутом E. Нижний — маршрутами J (круглосуточно) и Z (в часы пик в пиковом направлении). Уровни не имеют соединений и пересечений и фактически являются двумя раздельными линиями: Линия Арчер-авеню, Ай-эн-ди (верхний уровень) и Линия Арчер-авеню, Би-эм-ти (нижний уровень).

## Обслуживающие маршруты и история
Строительство линии Арчер-авеню началось 15 августа 1972 года под Арчер-авеню и 151-й улицей. Началось строительство тоннеля на юго-восток от линии Куинс-бульвара и снос части эстакадной линии Джамейка от 121-я улицы до конечной 168-й улицы. Первый тоннель, соединивший линию Джамейка и линию Арчер-авеню, был готов в октябре 1972 года. Второй тоннель был готов в декабре того же года. В октябре 1979 года началось строительство первого отрезка линии длиной 400 метров. Эта часть также включала в себя станцию Джамейка — Ван-Уайк. Строительство должно было быть завершено в 1984 году, но было завершено досрочно — в 1983 году, за пять лет до открытия линии 11 декабря 1988 года.
Обе линии Арчер-авеню начинаются на северной конечной станции Джамейка-Сентер — Парсонс — Арчер (маршруты E, J и Z). Каждый уровень имеет по два пути. Линии идут на географический запад под Арчер-авеню к следующей станции Сатфин-бульвар — Арчер-авеню — Аэропорт имени Джона Кеннеди, где возможна пересадка на LIRR (станция Джамейка) и на аэроэкспресс до аэропорта имени Джона Кеннеди. Западнее станции две линии расходятся. Пути нижнего уровня (маршруты J и Z) поворачивают на северо-запад и выходят из тоннеля около 89-й роад и 130-й улицы. Затем пути ещё раз поворачивают на запад и соединяются с эстакадной линией Джамейка. Пути верхнего уровня (маршрут E) поворачивают на географический север и идут под шоссе Ван-Уайк к станции Джамейка — Ван-Уайк. Севернее Хилсайд-авеню они соединяются со всеми четырьмя путями линии Куинс-бульвара.
По первоначальному плану, поезда G и N (маршрут N обслуживал линию Куинс-бульвара до 1987 года, когда его не заменил маршрут R) должны были идти в район Джамейка, тогда как маршруты E и F предполагалось пустить до станции Джамейка — 179-я улица. Предполагалось, что маршрут N будет курсировать от Джамейки до Кони-Айленд — Стилуэлл-авеню по будням, в то время как маршрут G будет заканчиваться на станции Форест-Хилс — 71-я авеню. По выходным дням маршрут G должен был курсировать между Джамейкой и станцией Смит-стрит — Девятая улица, а маршрут N заканчивался бы на станции 57-я улица — Седьмая авеню или на станции Форест-Хилс — 71-я авеню. Ночью должен был курсировать челнок G от Джамейки до станции Брайарвуд. Вывески с таким режимом работы были установлены на станции Кью-Гарденс — Юнион-Тернпайк в середине 1980-х. Но с открытием линии начал действовать более простой план, который действует и сейчас.

## Список станций
Проходящие по линии маршруты в зависимости от дня недели и времени суток
| Линия Ай-эн-ди | Круглосуточно |
| -------------- | ------------- |
| Локальные пути | E             |

| Линия Би-эм-ти                                 | Часы пик | Остальное время |
| ---------------------------------------------- | -------- | --------------- |
| Локальные пути                                 | J · Z    | J               |
| — в пиковом направлении; — в обратном пиковому |          |                 |

Станции на линии
| Условные обозначения |
| для дней и часов работы маршрутов (более точно указано во всплывающих подсказках при этих обозначениях): |
| --- |
| круглосуточно круглосуточно, кроме ночи круглосуточно, кроме будней днём (либо часов пик) в пиковом направлении в будни днём (и, возможно, вечером) в будни круглосуточно в часы пик в будни днём (либо в часы пик) в пиковом направлении в будни днём (либо в часы пик) в направлении, обратном пиковому в выходные ночью ночью и в выходные (и, возможно, вечером) нет движения поездов |

| AirTrain JFK[англ.], Джамейка (LIRR)[англ.] |

| \| \| \| \| \| \|                                                                                                   |
| J — круглосуточно · J — круглосуточно · Z — в часы пик в пиковом направлении · Z — в часы пик в пиковом направлении |
| |
| |
| |

|  |
|  |
|  |

| |  |  |
| E — часть рейсов в часы пик в пиковом направлении · E — часть рейсов в часы пик в пиковом направлении · F — круглосуточно · F — круглосуточно · <F> — в часы пик в пиковом направлении · <F> — в часы пик в пиковом направлении |  |  |
| |  |  |
| E — круглосуточно · E — круглосуточно · F — круглосуточно · F — круглосуточно · <F> — в часы пик в пиковом направлении · <F> — в часы пик в пиковом направлении                                                                 |  |  |